# Emil Assergård
Mats Emil Assergård, född 23 maj 1991 i Undrom i Sollefteå kommun, är en svensk musiker och låtskrivare, som skriver och framför musik på svenska. 

## Biografi
I februari 2013 släppte Emil Assergård sitt debutalbum Rakt från hjärtat och året därpå, i januari 2014, gav han ut singeln "Luns på med storfan" tillsammans med humorgruppen Småstadsliv från Hälsingland.   
I april 2015 släppte Assergård solo-EP:n "Skön" och i september samma år gav han ut albumet Den ensamma känslan samt i december EP:n "Snö".
2016 signade Emil Assergård med skivbolaget Universal Music Group och gav ut singeln "All in". Sedan dess har han släppt ett flertal singlar med skivbolaget, däribland "Intima", "Klä av mig" och "X". 2019 gav han ut sitt tredje album Leva Livet - En Samling.
Emil Assergård tävlade i Melodifestivalen 2021 med bidraget "Om allting skiter sig", skrivet av honom själv, Jimmy Jansson, Jimmy "Joker" Thörnfeldt, Anderz Wrethov och Johanna Wrethov. Bidraget slutade på en femte plats.
Han har även medverkat och uppträtt i tv-program som Bingolotto och Lotta på Liseberg. 

### Utmärkelser
Emil Assergård har fått 13 guldskivor, sju platinaskivor, tre dubbelplatina och två trippelplatina. En av hans låtar, "All in", har också sålt fyra och fem gånger platina. Samma låt var även den åttonde mest spelade låten i Sverige på svenska 2016.
Hans musik har streamats över 250 miljoner gånger på Spotify (september 2024).
2019 nominerades Emil Assergård av Aftonbladets läsare som "Årets manliga liveartist" till musikpriset Rockbjörnen.

### Live
Emil Assergård har spelat på musikfestivaler som Peace & Love, Piteå dansar och ler och Nipyran. Han har också spelat på flera stadsfestivaler, som Eksjö stadsfest, Kalmar stadsfest, Härnösands stadsfest och Kramfors stadsfest.

### Familj
I augusti 2023 gifte sig Emil med författaren och journalisten Linda-Marie Assergård (tidigare Nilsson) som han har varit tillsammans med sedan år 2015.

## Diskografi

### Studioalbum
- 2013 – Rakt från hjärtat
- 2015 – Den ensamma känslan
- 2019 – Leva Livet - En Samling

### EP-skivor
- 2015 – "Skön"
- 2015 – "Snö"

### Singlar
- 2013 – "Nyår"
- 2015 – "Skit i vad dom säger"
- 2015 – "Länge kvar"
- 2016 – "All in"
- 2017 – "Intima"
- 2018 – "Klä av mig"
- 2018 – "X"
- 2018 – "Solglasögon i december"
- 2019 – "Bara en dröm"
- 2019 – "Lova mig"
- 2019 – "Sönder"
- 2020 – "Dom vi inte tycker om"
- 2020 – "Våran sista sommar"
- 2020 – "Livet suger"
- 2021 – "Om allting skiter sig"
- 2021 – "Dör för dig"
- 2022 – "Linda-Marie"
- 2022 – "Nån som dig"
- 2022 – "Helvete"
- 2022 – "Kyss mig"
- 2023 – "Är man fri så är man fri"
- 2023 – "Hundra hundra"
- 2023 – "Är man fri så är man fri"
- 2023 – "Lämnat mig"
- 2023 – "Det ska alltid vara vi"
- 2023 – "När räven raskar"
- 2024 – "Om du vill"
- 2024 – "Dunka"
- 2024 – "Vad gör du nu"
- 2024 – "0612"

### Fotnoter
1. ↑  Malkolm Landreus (19 december 2025). ”Emil Assergård släpper nytt” (på svenska). Mittmedia. https://www.allehanda.se/artikel/emil-assergard-slapper-nytt. Läst 22 juli 2019.
2. ↑  ”För alltid 💍”. Instagram. 20 augusti 2023. https://www.instagram.com/p/CwKXvD8NJ47/. Läst 16 mars 2024.